# Campanha de Mermeroes de 554
A campanha de Mermeroes ocorreu em 554, durante a Guerra Lázica (541–561) entre o Império Sassânida e o Império Bizantino, e teve como objetivo atacar as tropas bizantinas estacionadas em Télefis e Olaria. Ao pegar os bizantinos de surpresa, conseguiu que retrocedessem, mas foi incapaz de aproveitar sua vitória para capturar estas cidades, pois lhe faltavam suprimentos e armas de cerco suficientes. A fonte primária deste conflito é o historiador bizantino Agátias, que parece ter tido acesso aos relatórios do inquérito sobre a derrota.

## Campanha
Os bizantinos haviam reforçado Lázica com uma grande força sob os generais Martinho, Bessas e Buzes, acompanhados por Justino, filho de Germano. Martinho ficou estacionado numa fortaleza fronteiriça que guardava o passo à estratégica Télefis, enquanto Bessas e Justino estavam nas proximidades de Olaria. O general sassânida Mermeroes estava estacionado nas proximidades de Cutais. Sabendo que não poderia derrotar a força bizantina imediatamente, supostamente espalhou rumores de que estava gravemente doente, o que fez com que as forças bizantinas relaxassem suas defesas. O seguinte ataque sassânida causou uma retirada geral dos bizantinos em Télefis, e mais tarde Olaria, para o oeste até a fortaleza na "ilha" de Neso. Mermeroes não foi capaz de acompanhar a vitória devido a problemas de abastecimento e falta de equipamento de cerco e recuou para Moqueresis, reforçando sua guarnição estratégica em Onoguris em seu caminho, e morreu de doença logo depois. Na sequência, os generais bizantinos sob Martinho tentaram capturar Onoguris, mas foram repelidos.